# Agrotera lienpingialis
Agrotera lienpingialis là một loài bướm đêm trong họ Crambidae.